# Tuyuhun
Tuyuhun (chinês: 吐谷渾; Wade-Giles: T'u-yühun), também conhecido como Azha (tibetano: 'A-zha), foi um Canato dinástico estabelecido pelos povos nômades aparentados com os Xianbei nas montanhas Qilian e no vale superior do rio Amarelo, no atual Condado de Gonghe, Chingai, China. 

## História
Após a desintegração do Canato Xianbei, grupos nômades foram liderados por seu Grão-cã, Murong Tuyuhun (慕容 吐谷渾), para as ricas pastagens ao redor do Lago Chingai em meados do século III.  
Murong Tuyuhun era o irmão mais velho do ancestral dos Qianyan (Antigos Yan), Murong Gui,  e filho mais velho de Murong Shegui (慕容 涉 歸) líder da dinastia Luandi do ramo Murong dos Xianbei que levou seu povo de seus assentamentos originais na Península de Liautum para a região das Montanhas Yin, cruzando o Rio Amarelo entre 307 e 313, e para a região oriental da moderna Chingai. 
O Canato de Tuyuhun se estabeleceu em 284 subjugando os povos nativos conhecidos como Qiang, que incluíam mais de 100 tribos diferentes e mal coordenadas que não se submetiam umas às outras ou a qualquer autoridade. 
Depois que Tuyuhun morreu em Linxia, Gansu em 317, seus sessenta filhos expandiram ainda mais o Canato derrotando os reinos Qin Ocidental (385-430) e Xia (407-431). Após isso as tribos Xiambei: Qinghai, Tufa, Qifu e Haolian  se juntaram ao Canato. Em 504 sua capital Fusicheng foi transferida a 6 quilômetros a oeste das margens do Lago Qinghai. 
Esses grupos Xianbei formavam o núcleo do Canato Tuyuhun e somavam cerca de 3,3 milhões de pessoas em seu auge. Os Tuyuhun realizaram extensas expedições militares para o oeste, chegando até Cotã no Sinquião e nas fronteiras da Caxemira e do Afeganistão, e estabeleceram um vasto canato que abrangia Chingai, Gansu, Ningxia, norte do Sujuão, leste de Xianxim, sul do Sinquião e a maior parte do Tibete, estendendo-se por 1.500 quilômetros de leste a oeste e 1.000 quilômetros de norte a sul. Eles unificaram partes do Interior da Ásia pela primeira vez na história, desenvolveram a rota sul da Rota da Seda e promoveram o intercâmbio cultural entre os territórios oriental e ocidental, dominando o noroeste por mais de três séculos e meio até ser destruído pelos Império tibetano.  O Canato Tuyuhun existiu como um reino independente. 

## Conflito entre os impérios Tang e Tibetano

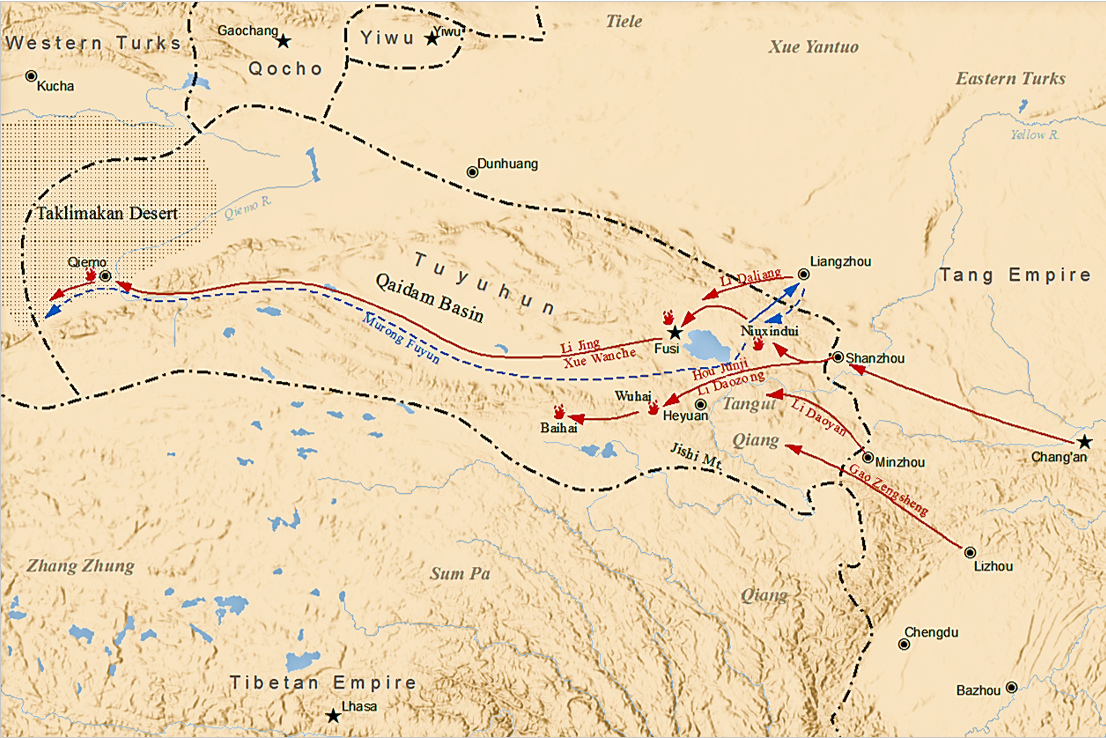
A campanha do Imperador Taizong contra os Tuyuhun em 634 d.C.

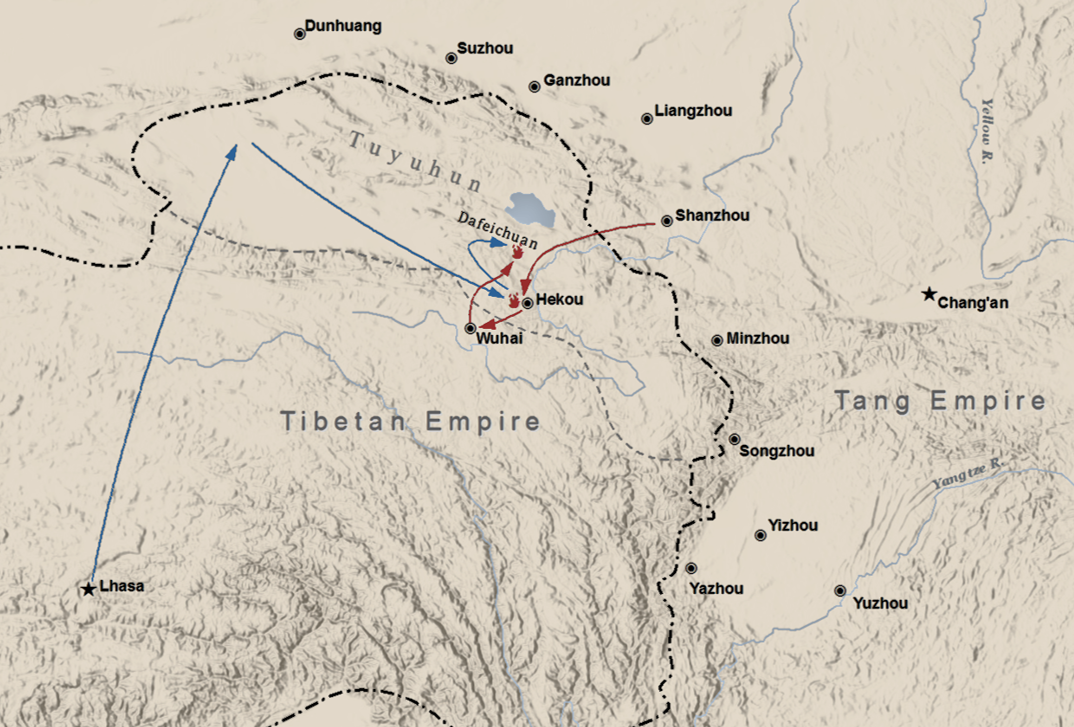
A Batalha do rio Dafei em 670 d.C.

Na época do início da dinastia Tang, o Canato Tuyuhun entrava numa fase de declínio gradual e foi cada vez mais envolvido no conflito entre a China e o Tibete. Como os Tuyuhun controlavam as rotas comerciais cruciais entre o leste e o oeste, o Canato se tornou o alvo imediato da invasão pelos Tang. 
Já nessa época Império Tibetano desenvia-se rapidamente sob a liderança de Songtsen Gampo, que uniu os tibetanos e se expandiu para o norte, ameaçando diretamente o Canato Tuyuhun. Logo depois de assumir o trono do Reino Yarlung no Tibete Central em 634, derrotou os Tuyuhun perto do Lago Chingai e recebeu um enviado dos Tang. O imperador tibetano pediu em casamento uma princesa chinesa, mas foi recusado. Em 635, o imperador Tang derrotou o exército tibetano; após esta campanha, o imperador chinês concordou em fornecer uma princesa chinesa para Songtsen Gampo. 
O imperador tibetano, afirmou que os Tuyuhun se opuseram ao seu casamento com a princesa Tang, e enviou 200.000 soldados para atacar.  As tropas Tuyuhun recuaram para Chingai, enquanto os tibetanos foram para o leste para atacar o povo Tangute e alcançaram o sul de Gansu. O governo Tang enviou tropas para lutar. Embora os tibetanos tenham se retirado em resposta, o Canato Tuyuhun perdeu grande parte de seu território no sul de Gansu para os tibetanos. 
O governo de Tuyuhun estava dividido entre as facções pró-Tang e pró-Tibete, com a última se tornando cada vez mais forte e colaborando com o Tibete para provocar uma invasão que foi efetivada por Mangsong Mangtsen na primavera de 670. Em represália o governo Tang, enviou o general Xue Rengui para liderar 100.000 soldados para reconquistar a região no vale do rio Dafei (atual condado de Gonghe, Chingai). Eles foram aniquilados pela emboscada de 200.000 soldados tibetanos. Nesta ocasião o Império Tibetano conquistou todo o território do Tuyuhun. 

## Desintegração
Após a queda do reino, o povo Tuyuhun se separou. Liderados por Murong Nuohebo, grupos que haviam se estabelecido do lado leste das Montanhas Chingai,  migraram para o leste na China central. O resto permaneceu e foi governado pelo Império Tibetano. 